# تیم ملی بسکتبال زنان لوکزامبورگ
تیم ملی بسکتبال زنان لوکزامبورگ، نماینده لوکزامبورگ در مسابقات بین‌المللی بسکتبال زنان است.